# Will Vaulks
William Robert Vaulks, detto Will (Wirral, 13 settembre 1993), è un calciatore gallese, centrocampista dell'Oxford Utd e della nazionale gallese.

## Biografia
Vaulks è nato in Inghilterra da padre inglese e madre gallese.

## Carriera

### Club
Cresciuto nel Tranmere, nel 2012 passa al Workington; il 1º febbraio 2013, grazie a una clausola presente nel suo contratto, si svincola dal club militante in National League North e viene tesserato dal Falkirk. Il 22 luglio 2016 passa al Rotherham United, con cui firma un triennale.

### Nazionale
Il 15 marzo 2019 viene convocato per la prima volta dal Galles.

## Statistiche

### Presenze e reti nei club
Statistiche aggiornate al 2 dicembre 2018.
| Stagione             | Squadra              | Campionato           | Campionato | Campionato | Coppe nazionali | Coppe nazionali | Coppe nazionali | Coppe continentali | Coppe continentali | Coppe continentali | Altre coppe | Altre coppe | Altre coppe | Totale | Totale | Totale |
| Stagione             | Squadra              | Comp                 | Pres       | Reti       | Comp            | Pres            | Reti            | Comp               | Pres               | Reti               | Comp        | Pres        | Reti        | Pres   | Reti   |        |
| -------------------- | -------------------- | -------------------- | ---------- | ---------- | --------------- | --------------- | --------------- | ------------------ | ------------------ | ------------------ | ----------- | ----------- | ----------- | ------ | ------ | ------ |
| feb.-giu. 2014       | Falkirk              | SFD                  | 6          | 0          | CS+CdL          | -               | -               | -                  | -                  | -                  | SCC         | -           | -           | 6      | 0      |        |
| 2013-2014            | Falkirk              | SC                   | 33+4       | 1          | CS+CdL          | 1+3             | 0               | -                  | -                  | -                  | SCC         | 3           | 0           | 44     | 1      |        |
| 2014-2015            | Falkirk              | SC                   | 34         | 3          | CS+CdL          | 5+3             | 0               | -                  | -                  | -                  | SCC         | 3           | 1           | 45     | 4      |        |
| 2015-2016            | Falkirk              | SC                   | 35+4       | 6+1        | CS+CdL          | 2+3             | 1+0             | -                  | -                  | -                  | SCC         | 2           | 0           | 46     | 8      |        |
| lug. 2016            | Falkirk              | SC                   | -          | -          | CS+CdL          | 0+1             | 0+1             | -                  | -                  | -                  | SCC         | -           | -           | 1      | 1      |        |
| Totale Falkirk       | Totale Falkirk       | Totale Falkirk       | 108+8      | 10+1       |                 | 18              | 2               |                    | -                  | -                  |             | 8           | 1           | 142    | 14     |        |
| 2016-2017            | Rotherham Utd        | FLC                  | 40         | 1          | FACup+CdL       | 1+1             | 0               | -                  | -                  | -                  | -           | -           | -           | 42     | 1      |        |
| 2017-2018            | Rotherham Utd        | FL1                  | 44+3       | 5+1        | FACup+CdL       | 1+2             | 1+0             | -                  | -                  | -                  | FLT         | 2           | 1           | 52     | 8      |        |
| 2018-2019            | Rotherham Utd        | FLC                  | 19         | 3          | FACup+CdL       | 0+1             | 0+1             | -                  | -                  | -                  | -           | -           | -           | 20     | 4      |        |
| Totale Rotherham Utd | Totale Rotherham Utd | Totale Rotherham Utd | 103+3      | 9+1        |                 | 6               | 2               |                    | -                  | -                  |             | 2           | 1           | 114    | 13     |        |
| Totale carriera      | Totale carriera      | Totale carriera      | 211+11     | 19+2       |                 | 24              | 4               |                    | -                  | -                  |             | 10          | 2           | 256    | 27     |        |